# Paulden
Paulden é uma Região censo-designada localizada no estado americano de Arizona, no Condado de Yavapai.

## Demografia
Segundo o censo americano de 2000, a sua população era de 3420 habitantes.

## Geografia
De acordo com o United States Census Bureau tem uma área de
162,7 km², dos quais 162,5 km² cobertos por terra e 0,2 km² cobertos por água. Paulden localiza-se a aproximadamente 1420 m acima do nível do mar.

## Localidades na vizinhança
O diagrama seguinte representa as localidades num raio de 40 km ao redor de Paulden.